# Ямпольская, Елена Александровна
Еле́на Алекса́ндровна Ямпо́льская (род. 20 июня 1971, Москва) — российский политик, журналист, писатель и театральный критик. Советник Президента Российской Федерации с 14 мая 2024 года.
Депутат Государственной думы Федерального собрания Российской Федерации; председатель комитета Государственной Думы по культуре с 25 июля 2018 года. Член фракции «Единая Россия».
Первый заместитель председателя комитета Государственной думы Федерального собрания Российской Федерации по информационной политике, информационным технологиям и связи (2016—2018).
Член российской политической партии «Единая Россия». Главный редактор газеты «Культура» (2011—2019).
Из-за поддержки российско-украинской войны — под санкциями 27 стран ЕС, Великобритании, США, Швейцарии, Австралии, Японии, Украины, Новой Зеландии.

## Биография
Родилась 20 июня 1971 года в Москве. Имеет в роду как русские, так и еврейские корни.
В 1994 году окончила заочное отделение театроведческого факультета ГИТИСа (мастерская Бориса Любимова). Во время обучения в институте работала в отделе театра газеты «Советская культура». С января 1995 года начала работать корреспондентом, затем обозревателем в газете «Известия». Ушла из газеты в августе 1997 года, далее возглавляла отделы культуры в изданиях бывшего главного редактора «Известий» Игоря Голембиовского «Новые Известия» (с сентября 1998 по февраль 2003 года) и «Русский курьер» (с декабря 2003 по март 2005 года). В 2005—2006 годах являлась шеф-редактором ежемесячной театральной газеты «Театрал».
Вернулась в «Известия» в феврале 2006 года с приходом в газету нового главного редактора Владимира Мамонтова. В «Известиях» работала руководителем отдела культуры, заместителем главного редактора. После назначения председателем совета директоров «Известий» Арама Габрелянова, вызвавшего массовое увольнение журналистов, сохранила должность заместителя главного редактора. Пресса отмечала, что за время работы в «Известиях» Ямпольская неоднократно высказывалась в поддержку Никиты Михалкова, опубликовала ряд положительных рецензий на его фильмы, а недоброжелателей его творчества сравнивала с нацистами.

### Во главе газеты «Культура»
В декабре 2011 года Елена Ямпольская была назначена главным редактором газеты «Культура», которая за два месяца до этого перестала выходить из-за финансовых трудностей. По словам Юрия Белявского, бывшего главного редактора издания, перед его увольнением акции газеты скупались организациями, аффилированными с Н. С. Михалковым. СМИ также писали, что Михалков мог стать новым инвестором издания. Ямпольская отрицала факт владения газеты Михалковым; позднее признала, что «Культура» финансируется из нескольких фондов, к некоторым из которых имеет отношение Михалков.
Возглавив издание, Ямпольская назвала выходившую под руководством Белявского «Культуру» «чудовищной», а само название газеты — инертным и скучным: «нормальный человек, увидев в киоске неизвестную газету под названием „Культура“, скорее всего, покупать её не станет». Ямпольская заявила, что под её руководством газета расширит круг тем, в число которых войдут общественная проблематика, религия и развлечения. В январе 2012 года обновленная газета «Культура» стала выходить с новым подзаголовком «Духовное пространство русской Евразии». Елена Ямпольская считает, что обновлённая «Культура» — «самая красивая газета в стране».
После назначения Ямпольской газету покинули Ирина Кулик, Дмитрий Морозов, Дарья Борисова, Георгий Осипов и ряд других журналистов в знак несогласия с её политикой; Ямпольская заявляет, что сама уволила сотрудников газеты за профнепригодность. На смену ушедшим сотрудникам в газету были приняты журналисты других изданий, в основном из «Известий». По словам Ямпольской, у издания выросли тиражи, что она связывает с поддержкой «Культурой» запрета гей-пропаганды: «Нас теперь называют гомофобной газетой. Но мы продолжаем гнуть свою линию, и эти материалы — из числа самых читаемых». На посту главного редактора Ямпольская видит задачу сделать «Культуру» законодателем общественных нравов в стране.
Покинула должность в ноябре 2019 года.

### Литературное творчество
Елена Ямпольская — автор нескольких книг, посвящённых театру и актёрам: «12 сюжетов о любви и театре», «Елена Майорова и её демоны», «В поисках Олега Табакова». Ямпольская также выступила редактором книги Архимандрита Тихона (Шевкунова) «Несвятые святые».
В 2004 году вышла книга Ямпольской «Гимн настоящей стерве, или Я у себя одна» — подобие дневника, в котором автор описывает свою личную историю и пытается разобраться в своих проблемах, в том числе и сексуальных.

### Общественная деятельность
Елена Ямпольская — член президиума Совета при Президенте РФ по культуре и искусству; секретарь Союза кинематографистов России; входит в Общественный совет при Министерстве обороны РФ.
В 2013 году Ямпольская предложила создать Союз, альтернативный Союзу журналистов — для пророссийских и патриотических СМИ.

### Политическая деятельность
6 февраля 2016 года была избрана в руководящий орган партии «Единая Россия» — Высший совет. На парламентских выборах осенью 2016 года возглавила список Единой России по Челябинской области.
21 июля 2016 года вошла в предвыборный штаб «Единой России», где отвечала за культуру.
18 сентября 2016 года избрана депутатом Государственной Думы Федерального собрания Российской Федерации VII созыва.
5 октября 2016 года на первом заседании Госдумы VII созыва избрана на должность первого заместителя председателя комитета Государственной думы Федерального собрания Российской Федерации по информационной политике, информационным технологиям и связи.
Задекларированный доход за 2016 год составил 5 679 673,86 руб., за 2017 год — 44 206 631,55 руб.
25 июля 2018 года Елена Ямпольская была избрана председателем комитета нижней палаты по культуре. Ранее этот пост занимал Станислав Говорухин.
8 декабря 2018 года, на основании решения, принятого делегатами XVIII съезда политической партии «Единая Россия», Елена Ямпольская была выведена из состава Высшего совета партии.
В июне 2021 года по итогам съезда «Единой России» Ямпольская вошла в избирательный список от Татарстана на предстоящих выборах в Госдуму под седьмым номером.
В 2021 году проголосовала за закон о ликвидации поста президента Татарстана.

## Законотворческая деятельность
С 2016 по 2019 год, в течение исполнения полномочий депутата Государственной Думы VII созыва, выступила соавтором 14 законодательных инициатив и поправок к проектам федеральных законов.
В 2023 году вместе с однопартийцем и коллегой по представительству Татарстана в парламенте Максимом Топилиным предложила законопроект об обязательном использовании русского языка для его защиты от иностранных заимствований.
В марте 2024 года во главе группы депутатов внесла на рассмотрение парламента законопроект, в котором предложила, чтобы в библиотеках ограничили доступ к книгам иностранных агентов или включённых в реестр экстремистов и террористов.

## Взгляды
Ямпольская подчёркивает, что является православной, при этом считает, что «Россию способны удержать над бездной две силы. Первая называется — Бог. Вторая — Сталин». По её мнению, критика РПЦ носит заказной характер, а вручение патриарху Кириллу шуточной премии «Серебряная калоша» «за непорочное исчезновение часов» может быть приравнено к убийству ребёнка. В 2013 году Ямпольская написала в газете «Культура» статью об Иосифе Сталине «Трудно быть богом», где заявила, что тот «был послан, чтобы Россия сохранилась на мировой карте».
После аварии на АЭС в Фукусиме, вызванной сильнейшим в истории Японии землетрясением и последовавшим за ним цунами, Ямпольская заявила: «Слёзы сочувствия к пострадавшим не способны застить нам глаза и сознание настолько, чтобы мы перестали замечать очевидные вещи: Бог хранит Россию от внешних „наездов“ <…> Унижать Россию не рекомендуется. Доказательства этого настолько впечатляющи, что оторопь берёт».
Елена Ямпольская полагает, что необходимо сменить «культурную элиту страны»: «Мы должны объявить новый культурный призыв. Я это поняла, когда часть культурных деятелей поддержали Pussy Riot. Надо позвать людей из регионов и правильно их сориентировать, а потом сделать из них новых звёзд».
6 ноября 2017 года на ток-шоу Владимира Соловьёва на телеканале «Россия-1» призывала ввести в стране мобилизационный режим, сетовала на то, что россияне «ходят в чужое кино, в чужие закусочные» и предлагала «наполнить смыслами праздник 12 июня».
18 июля 2018 года выступила в Государственной Думе с речью в поддержку пенсионной реформы.
Открывая 20 января 2019 года первое заседание Общественного совета при комитете Госдумы по культуре (тема — поиск современных форм взаимодействия государства и культуры), председатель комитета Елена Ямпольская высказалась против регулирования этого взаимодействия устаревшими методами: «…О том же закрытии концертов рэперов, и я надеюсь, что мы сегодня эту тему продолжим, потому что все понимают, что дубинами позавчерашними регулировать культуру сегодня нельзя. В современном информационном мире это совершенно бессмысленно».
В день своего рождения, 20 июня, Еленя Ямпольская написала донос на поэта Веру Полозкову, многодетную маму-одиночку, которая на тот момент уже покинула Россию. Из-за этого доноса Полозкова не смогла приехать в Москву на похороны матери и попрощаться с ней.

## Оценки деятельности
Ямпольская переросла амплуа бытописца, превратившись в самостоятельного чиновника-запретителя. Инициировала запреты, штрафы, наказания, объявляла гонения и травлю тех, кто не шёл в ногу с партией власти. Спецоперация в Украине придала Ямпольской уверенности, хоть в камуфляж облачай: сегодня она от имени государства воюет на «культурном фронте» против тех деятелей искусства, кто осудил или даже просто не поддержал действия России в Украине.Новая Газета

## Санкции
25 февраля 2022 года включена в санкционный список стран Евросоюза в ответ на решение России признать территории Донецкой и Луганской областей Украины и на решение об отправке туда российских войск.
11 марта 2022 года внесена в санкционный список Великобритании «за признание независимости двух сепаратистских регионов в Украине».
30 сентября 2022 года внесена в санкционный список США в ответ на «фиктивные референдумы» и «аннексию территорий Украины российскими оккупационными силами». Государственный департамент отмечает что депутаты единогласно приняли закон о фейках, а некоторые депутаты сыграли ключевую роль в распространении российской дезинформации о войне.
23 февраля 2023 года включена в санкционный список Канады «соратников режима», так как она «голосовала за законодательство связанное с вторжением и попыткой аннексии четырёх регионов Украины».
По аналогичным основаниям, с 4 марта 2022 года находится под санкциями Швейцарии. С 4 мая 2022 года находится под санкциями Австралии. С 12 апреля 2022 года находится под санкциями Японии. Указом президента Украины Владимира Зеленского от 7 сентября 2022 находится под санкциями Украины. С 3 мая 2022 года находится под санкциями Новой Зеландии.

## Награды
- Благодарность Правительства Российской Федерации (20 июля 2019 года) — за большой вклад в развитие российского парламентаризма и активную законотворческую деятельность[59].
- Лауреат премий «Чайка», «Искра», почётной премии Российского авторского общества «За вклад в развитие науки, культуры и искусства»[9].

## Комментарии
1. ↑  В июне 2012 года более 100 деятелей российской культуры выступили с открытым письмом в защиту арестованных участниц панк-группы Pussy Riot (Марк Захаров, Андрей Кончаловский, Федор Бондарчук, Эльдар Рязанов, Алексей Герман, Кирилл Серебренников,   Олег Басилашвили, Евгений Миронов, Сергей Юрский, Игорь Кваша, Чулпан Хаматова, Лия Ахеджакова, Андрей Макаревич, Валерий Меладзе и другие)